# 134092 Lindaleematthias
134092 Lindaleematthias este o planetă minoră (asteroid) din centura de asteroizi. A fost descoperită pe 14 decembrie 2004 la Catalina Station⁠(d) de Catalina Sky Survey. 
Obiectul prezintă o orbită caracterizată de o semiaxă mare de 3,1346467787024 UAi, o excentricitate de 0,27, o înclinație de 23,7 ° în raport cu ecliptica.